# Il correttore di bozze
Il correttore di bozze (Galley Slave) è un racconto lungo di fantascienza del 1957 scritto da Isaac Asimov. Pubblicato per la prima volta nel dicembre del 1957 sulla rivista Galaxy Science Fiction, è stato in seguito inserito nelle raccolte Il secondo libro dei robot (The Rest of the Robots, 1964), Tutti i miei robot (The Complete Robot, 1982) e in Visioni di robot (Robot Visions, 1990).
È stato pubblicato in italiano per la prima volta nel 1959 e tradotto anche coi titoli Lo schiavo e Il robot che leggeva le bozze.
Della serie di racconti aventi come protagonista femminile la dottoressa Susan Calvin, Il correttore di bozze, rappresenta il racconto preferito da Asimov.

## Trama
In un'aula di tribunale di un ipotetico futuro (da riferimenti nel racconto si capisce di essere nel 2034), si sta svolgendo un processo in cui la U.S. Robots è stata citata in giudizio dal professor Simon Ninheimer, preside della facoltà di Sociologia della Northeastern University.
L'anno prima la U.S. Robots ha proposto alla Northeastern University il noleggio di un robot (il modello EZ-27, soprannominato "Easy") alla cifra irrisoria di mille dollari l'anno. Questo robot ha la straordinaria capacità d'individuare in un testo qualsiasi errore grammaticale, venendo definito non a caso, un “correttore di bozze”.
L'intento reale della U.S. Robots appare evidente: fornire un robot a una università a così poco prezzo significa iniziare a "colonizzare" l'intero mondo accademico e da qui permettere finalmente l'uso dei robot, finora limitato da leggi restrittive, sulla Terra.
La decisione di respingere o accettare la proposta della U.S. Robots è affidata al consiglio accademico dell'università. Durante la votazione, 13 dei 14 votanti votano a favore mentre solo uno, il professor Ninheimer, si esprime in maniera contraria.
Chiamato a deporre, quest'ultimo racconta di come abbia anch'egli utilizzato prima con diffidenza e poi senza indugi il robot Easy. Affidata totalmente a lui la correzione delle bozze del suo ultimo libro Tensioni sociali provocate dal volo spaziale e modi per risolverle, si accorgerà irrimediabilmente tardi dell'enorme guaio combinato dal robot. Dato ormai alle stampe, il libro presenta numerose differenze dalle bozze originali, e non di natura grammaticale come ci si aspetterebbe, ma di natura concettuale. Molti colleghi e amici del professore, leggendo il libro, offesi e furiosi, minacciano azioni legali contro l'autore.
A questo punto, Ninheimer, vedendo la sua carriera ormai compromessa, racconta di aver deciso di citare in giudizio la U.S. Robots chiedendo un risarcimento per il danno subito di settecentocinquantamila dollari. Ascoltato Ninheimer, l'avvocato difensore della U.S. Robots chiede e ottiene dal giudice la possibilità di ammettere l'indomani in aula il robot Easy.
Con la complicità della dottoressa Calvin, l'avvocato chiama a deporre nuovamente il professor Ninheimer, stavolta però in presenza del robot. Quest'ultimo, vedendo l'umano in seria difficoltà e temendo per lui, in ottemperanza alla prima delle tre leggi della robotica, si alza in piedi e prende la parola dicendo a tutti che è lui stesso l'autore di tutte le correzioni mentre il professore è completamente estraneo ai fatti. Il professor Ninheimer cade così nel tranello tesogli dalla dottoressa Calvin: egli infatti, sentendo le parole del robot, gli intima di zittirsi, nonostante Easy stesse confermando la versione del docente. Vedendosi con quest'affermazione ormai scoperto, è costretto a confessare tutto ammettendo d'aver ordinato al robot sia di apportare quelle modifiche, sia di non svelare ad alcuno quanto fatto.
Conclusosi il processo a favore della U.S. Robots, dopo qualche tempo la dottoressa Calvin va a trovare il professor Ninheimer, cercando di capire cosa l'abbia spinto a quel gesto. Egli afferma che intendeva difendere e salvare i futuri ricercatori da una catastrofe: i robot saranno destinati in futuro a svolgere sempre più funzioni e allo scrittore, all'artista, all'artigiano, non resterà che impartire solo ordini. Nulla verrà materialmente creato dalle mani dell'essere umano: nessun libro, nessun dipinto, nessun vaso sarà fatto realmente dall'essere umano.